# Trialeurodes bruneiensis
Trialeurodes bruneiensis es un hemíptero de la familia Aleyrodidae, con una subfamilia: Aleyrodinae.
Fue descrita científicamente por primera vez por Martin in Martin & Camus en 2001.